# Глодени (Пучоаса)
Глодени (рум. Glodeni) насеље је у Румунији у округу Дамбовица у општини Пучоаса. Oпштина се налази на надморској висини од 412 m.

## Становништво
Према подацима из 2002. године у насељу је живело 1379 становника, од којих су сви румунске националности.